# Infrared Processing and Analysis Center
L'Infrared Processing and Analysis Center (IPAC) ha il compito di fornire supporto scientifico, gestione dei dati, archivio e supporto per le missioni scientifiche nel campo dell'astronomia e delle scienze planetarie. Storicamente, l'IPAC si è sempre focalizzato sull'astronomia infrarossa e sub-millimetrica e sullo studio degli esopianeti, fornendo supporto alla NASA, alla NSF oltre a missioni e progetti finanziati da privati.
IPAC è localizzato nel campus del California Institute of Technology a Pasadena, in California.

## Descrizione
L'IPAC fu fondato nel 1986 per fornire supporto al telescopio infrarosso all'Infrared Astronomical Satellite (IRAS), realizzato da una collaborazione delle agenzie spaziali di USA, Regno Unito e Paesi Bassi. La missione IRAS compì un'analisi di tutto il cielo a 12, 25, 60 e 100 µm nel corso del 1983. Dopo la fine della missione, l'IPAC raccolse i dati nell'Infrared Science Archive (IRSA) per rendere pubblicamente disponibili i dati ottenuti.
In seguito la NASA designò l'IPAC come centro americano di riferimento per l'Infrared Space Observatory (ISO), che cessò le operazioni nel 1998 e come centro scientifico per lo Space Infrared Telescope Facility (SIRTF), in seguito ridenominato Spitzer Space Telescope. L'IPAC assunse poi un ruolo guida in varie missioni spaziali dedicate all'osservazione nell'infrarosso, incluso il Wide-field Infrared Explorer (WIRE) e Midcourse Space Experiment (MSX). IPAC espanse poi il suo supporto a missioni basate a Terra assumendo la responsabilità scientifica per la Two-Micron All-Sky Survey (2MASS), un'indagine dell'intero cielo nel vicino IR condotta da osservatori nell'emisfero boreale e australe.
Nel 1999 l'IPAC formò il centro scientifico per l'interferometria, originalmente chiamato Michelson Science Center (MSC) in onore di Albert A. Michelson, pioniere degli studi interferometrici. Nel 2008 MSC fu ridenominato NASA Exoplanet Science Institute (NExScI).
Attualmente l'IPAC si è allargato e include anche Spitzer Science Center, NASA Exoplanet Science Institute e NASA Herschel Science Center. Nel 2014 la NASA progettò la missione Euclid NASA Science Center at IPAC (ENSCI). Lo sforzo combinato di questi centri supporta più di una dozzina di missioni scientifiche e relativi archivi di dati. L'IPAC è inoltre coinvolto anche nel Virtual Astronomical Observatory (VAO).